# Зеда Саїрме
Зеда Саїрме (груз. ზედა საირმე) — село в Грузії.
За даними перепису населення 2014 року в селі проживає 156 осіб.